# Usta abyssinica
Usta abyssinica är en fjärilsart som beskrevs av Aurivillius 1898. Usta abyssinica ingår i släktet Usta och familjen påfågelsspinnare. Inga underarter finns listade i Catalogue of Life.